# Pflanzer (Südstaaten)

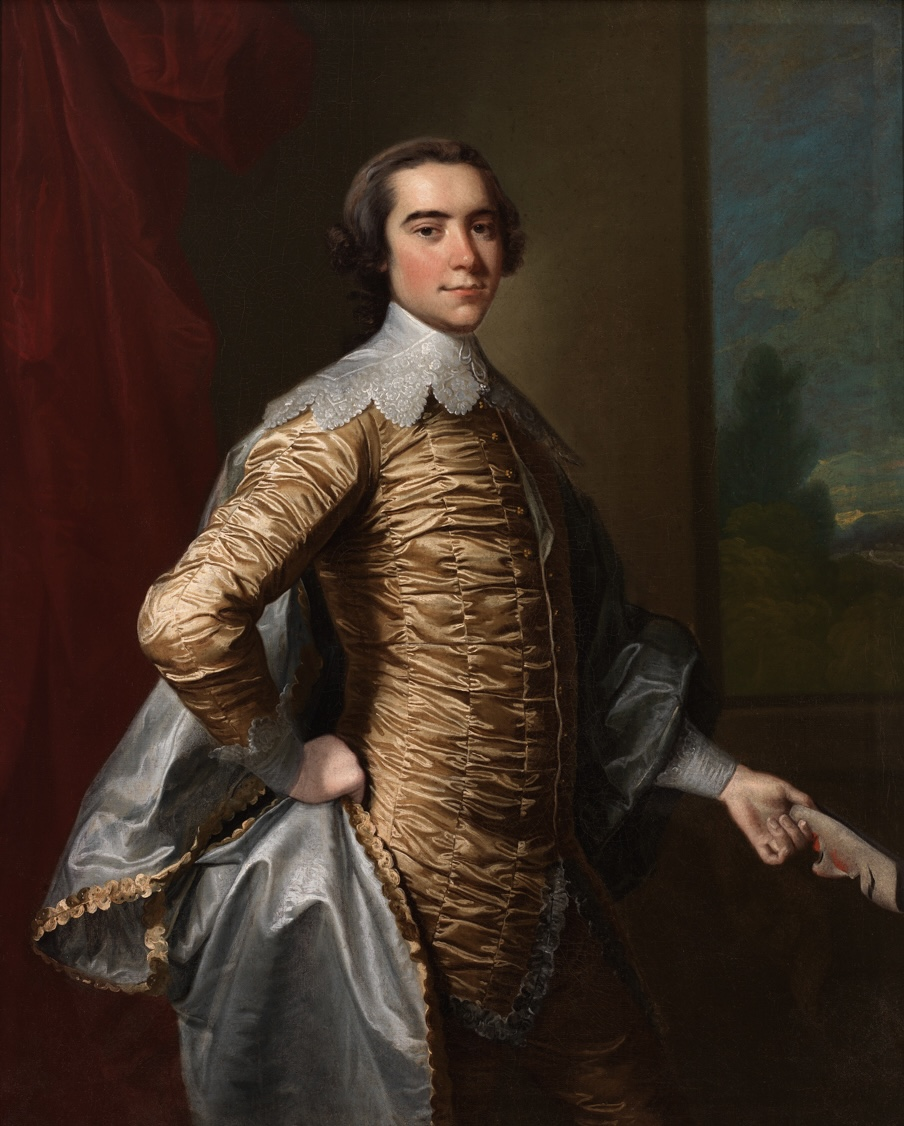
Robert Carter III of Nomini Hall, Gemälde von Thomas Hudson, 1753.

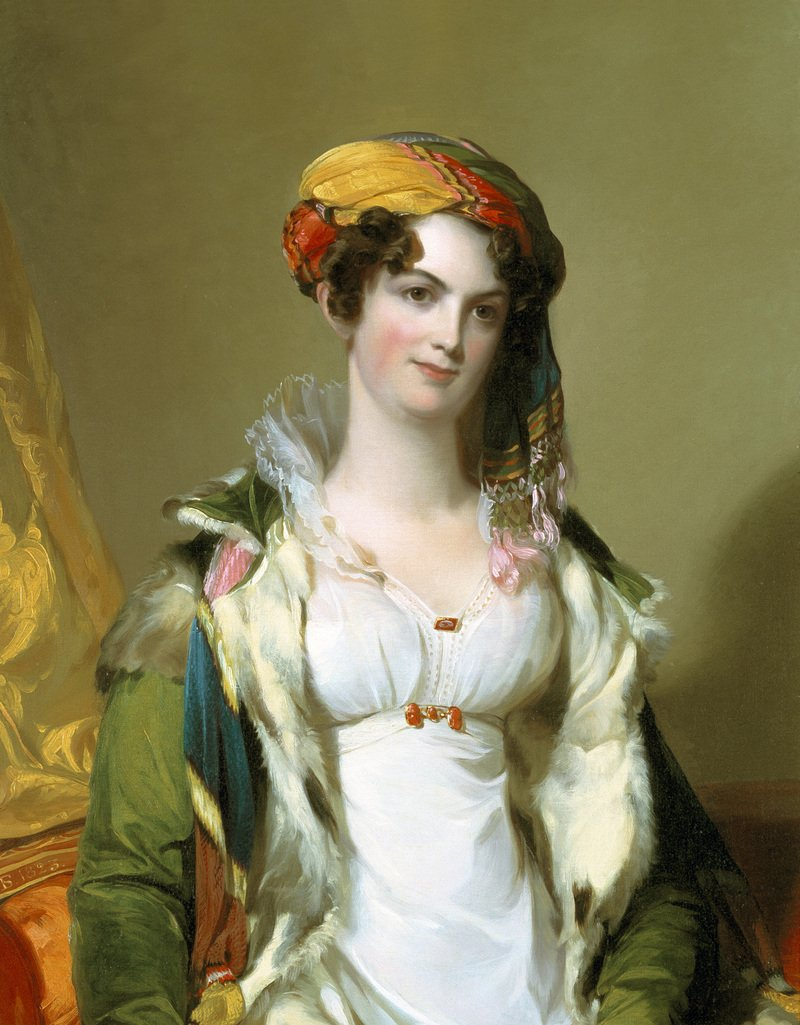
Gemälde des Malers Thomas Sully der Tochter des einflussreichen Sklavenhalters James Ladson aus Charleston, Sarah Ladson, eine wohlhabende Gesellschaftsdame und Stilikone. Sully malte sie in einem Kleid mit Empire-Taille und einem bunten Tignon und „bezog sich visuell auf den Geschmack der Sklavinnen, um die sie aufgezogen worden war.“

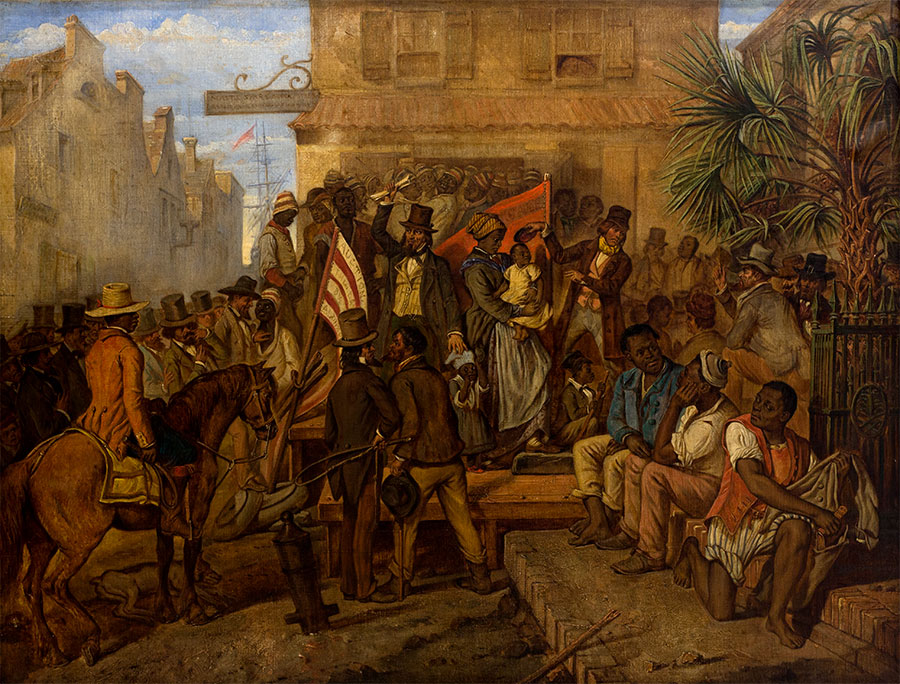
Gemälde von Eyre Crowe, Ein Sklavenverkauf in Charleston, 1854

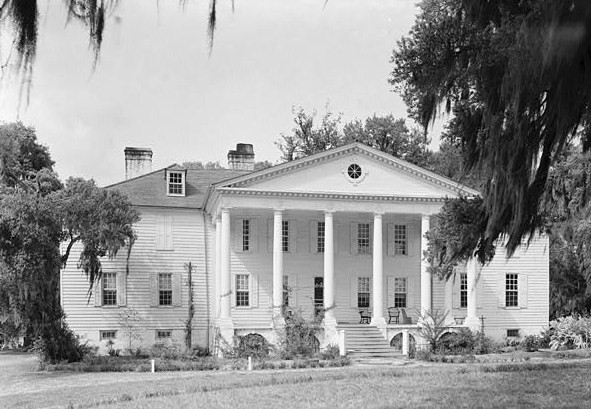
Hampton Plantation, der in den 1740er-Jahren erbaute Wohnsitz des Reis-Pflanzers Daniel Horry (McClellanville, South Carolina)

Die Pflanzer (bzw. Plantagenbesitzer, engl.: Planters) bildeten vom 17. Jahrhundert bis zum Ende des Sezessionskrieges die wirtschaftlich und politisch mächtigste soziale Gruppe in den Südstaaten der Vereinigten Staaten. Grundlage ihres Einflusses war der Reichtum, den sie auf ihren Plantagen mit auf dem internationalen Markt stark nachgefragten Erzeugnissen wie Tabak, Indigo, Zuckerrohr, Reis und Baumwolle erwirtschafteten, die sie durch den Arbeitseinsatz von Sklaven billig produzieren konnten.

## Geschichte
Im 17. Jahrhundert waren Plantagen in den Kolonien auf dem nordamerikanischen Festland landwirtschaftliche Betriebe von geringer Größe. Nur wenige Pflanzer hatten in dieser Zeit mehr als einen oder zwei Arbeiter bzw. Sklaven, sie bearbeiteten ihre Felder noch mit diesen gemeinsam. Auch die Frauen und Kinder der Pflanzer arbeiteten mit. Erst als der atlantische Sklavenhandel vom späten 17. Jahrhundert an große Zahlen afrikanischer Sklaven auf das nordamerikanische Festland brachte, konnten die Pflanzer es sich leisten, nicht mehr selbst auf dem Feld zu arbeiten, sondern Aufseher – manchmal auch Verwalter – einzustellen, die die Arbeit der Sklaven überwachten.
Der wirtschaftliche und damit gesellschaftliche Erfolg eines Pflanzers hing grundlegend davon ab, ob es ihm gelang, eine Belegschaft (aus Sklaven, Aufsehern und eventuell Verwaltern) zusammenzustellen und zu kontrollieren, die den Anforderungen der Produktion gewachsen war.

## Demographie

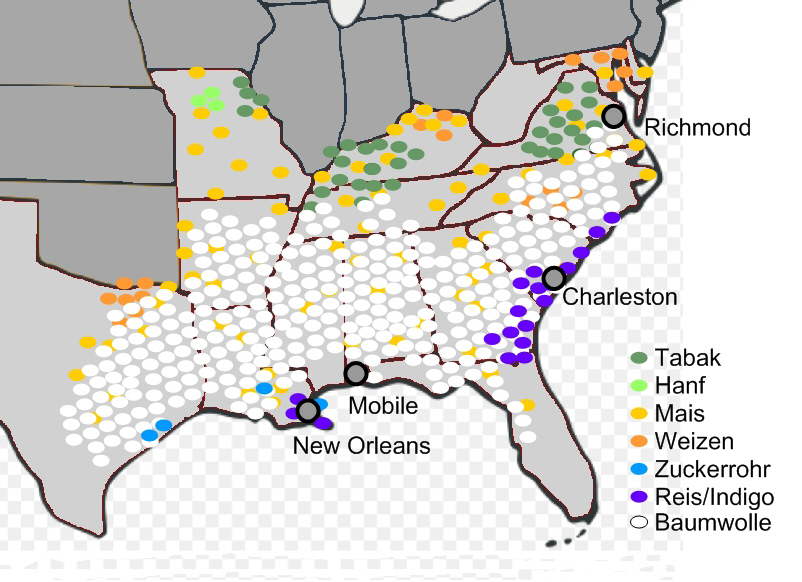
Wichtigste Agrarprodukte in den Südstaaten 1860

Im Tiefen Süden verdrängten die Pflanzer vom späten 18. Jahrhundert an die Siedler, die dort Wälder und Prärien urbar gemacht hatten, und dehnten ihre Besitzungen und ihren Einfluss immer weiter aus. Selbst dort aber wurde zunächst fast ein Drittel der Baumwolle nicht auf großen Plantagen, sondern auf landwirtschaftlichen Betrieben mittlerer Größe produziert. Obwohl sie etwa 40 % der Sklaven der Region kontrollierten, stiegen die Besitzer solcher Mittelbetriebe nur selten in die soziale Klasse der Pflanzer auf.
Selbst die reichsten Pflanzer schufen keine Großplantagen, auf denen Tausende von Sklaven lebten, sondern kontrollierten eher weitläufige Netze von mittelgroßen Einzelbetrieben – Plantagen, Fabriken und ähnlichem –, die sich gelegentlich über mehrere Bundesstaaten erstreckten.

## Strategien des Machterhalts
Um ihre Position an der Spitze der Gesellschaft zu erhalten, bedienten sich die Pflanzer einer Vielzahl von Strategien, wie z. B. strenger Distanz gegenüber allen Personen, die nicht zu dieser Gruppe gehörten, sowie strategischer Heiraten, Geschäftspartnerschaften und politischer Bündnisse, durch die sich eine kleine Anzahl von Familien als gesellschaftliche Elite gegenseitig bestätigte.
Gegenüber der Konkurrenz mittelständischer Baumwollanbauer, mit denen sie sich etwa im tiefen Süden den Markt teilen mussten, setzten sich die Pflanzer durch, indem sie sich von vornherein stets die fruchtbarsten Anbauflächen sicherten.
Die Pflanzer dehnten nicht nur ihre Plantagen, sondern auch ihren gesellschaftlichen Einfluss beständig aus. Besonders im tiefen Süden sicherten sie sich die politische Macht, indem sie die Gouverneure ausschließlich aus den Reihen ihrer eigenen Klasse wählten. Sklavenhalter bevölkerten die gesetzgebenden Organe der südlichen Bundesstaaten und Territorien, die Gerichte und die Sheriff-Ämter.

## Lebensstil und Ideologie
Ihren Anspruch auf gesellschaftliche Spitzenpositionen bekräftigten viele reiche Pflanzer auch, indem sie demonstrativ einen Lebensstil führten, der in Europa dem Adel vorbehalten war und der ihre Umgebung in Bewunderung und Erstaunen versetzte. Ihre Plantagen wurden oftmals zum Mittelpunkt kleiner Imperien, zu denen nicht nur Farmland und zahlreiche Satellitenplantagen, sondern auch Mühlen, Gießereien, Webereien und andere Fabriken gehörten, in denen eigene Erzeugnisse weiterverarbeitet wurden. Die Pflanzer traten wie britische Gentlemen auf und entwickelten eine Kultur der Geselligkeit ebenso wie der Übernahme von Verantwortung.
In demselben Umfang, in dem sie ihre Macht befestigten und immer mehr Personen von ihnen abhingen, betrachteten die Pflanzer sich nicht mehr nur als Herren ihrer Sklaven und Bediensteten. Sie begannen die Ideologie einer paternalistischen Gesellschaft zu entwickeln, in der alle sozialen Beziehungen durch Differenz und Autorität definiert waren und in der sie selbst die Beweger aller Dinge waren. Formuliert war diese Ideologie in einer Begrifflichkeit der Familie: Die Pflanzer nahmen in Anspruch, Patres familias, wohlwollende Patriarchen zu sein, die zum Wohle ihrer erweiterten „Familie“, zu der auch die Sklaven gerechnet wurden, absoluten Gehorsam und die Anerkennung als Master forderten. Im Gegenzug beteuerten sie, an ihren Sklaven ein väterliches Interesse zu haben und gestanden ihnen weihnachtliche Geschenke und monatliche Zuweisungen von „Rationen“ zu. Dabei beklagten sie häufig das Gewicht ihrer schweren Verantwortung. Diese Ideologie entwickelte sich im Laufe von 200 Jahren immer weiter fort, erreichte ihre Hochblüte jedoch Mitte des 19. Jahrhunderts, als die Institution der Sklaverei von innen heraus brüchig zu werden begann und durch den Abolitionismus auch von außen zunehmend in Frage gestellt wurde.
Mit zunehmendem Reichtum flohen viele Pflanzer vor dem Leben auf der Plantage und verbrachten den größten Teil des Jahres, insbesondere jedoch die sommerliche Malariasaison, in einem Stadtwohnsitz. In überwiegend von Weißen bewohnten Städten wie Charleston und später in Beaufort, Georgetown, Savannah, Darien und Wilmington entstanden ihre Villen in großer Zahl. Während der Abwesenheit des Pflanzers überwachten Verwalter (stewards) und Aufseher (overseers) das Leben und die Produktion auf der Plantage. Doch selbst das „Big House“ – das repräsentative Plantagen-Wohnhaus der reichen Pflanzer, das oft einem englischen Landsitz nachempfunden war – lag nicht in unmittelbarer Nähe der Unterkünfte der Sklaven. Abgesehen von einigen „Lieblingen“ und eventuell Unruhestiftern bildete die Mehrzahl ihrer Sklaven für sie eine anonyme Masse.
Im Grenzland des Tiefen Südens und des Westens war der Lebensstil der Pflanzer auch in den ersten Jahrzehnten des 19. Jahrhunderts noch deutlich bescheidener als im Nordosten. Diese Pflanzer, deren Plantagen noch im Aufbau begriffen waren, benötigten alle verfügbaren Arbeitskräfte – Frauen und Männer – auf den Feldern; in ihren Haushalten beschäftigten sie häufig nur Kinder. Es mangelte hier auch an europäischstämmigen Frauen, die diese Pflanzer hätten heiraten können, und einzelne von ihnen lebten mit einer afroamerikanischen Partnerin halb offiziell und unter Duldung der regionalen Gesellschaft zusammen. Das prominenteste Beispiel für eine solche Partnerschaft bildet Richard M. Johnson, der 1837 mit seiner schwarzen Lebensgefährtin Julia Chinn aus Kentucky nach Washington, D.C. zog, um dort das Amt des Vizepräsidenten anzutreten. In dem Maße, in dem die Sklavenhaltergesellschaft sich etablierte, sahen weiße Pflanzer sich jedoch auch im Tiefen Süden gezwungen, ihr Zusammenleben mit einer afroamerikanischen Partnerin zu verheimlichen.
Nachdem die Plantagenökonomie sich dort stabilisiert hatte, entstand jedoch auch im Tiefen Süden eine Oligarchie von Pflanzern, deren Grundbesitz immer größer wurde und die ihre Konkurrenz immer mehr verdrängten. Die einflussreichsten Pflanzer besaßen Plantagen in mehreren Bundesstaaten oder regierten über Familienimperien, in denen Söhne und Schwiegersöhne ein ganzes Netz von Plantagen leiteten. Diese „Grandees“, die in Einzelfällen Hunderte oder gar Tausende von Sklaven kontrollierten, traten wie Angehörige des europäischen Adels auf und lebten meist gar nicht auf ihren Plantagen, sondern auf städtischen Wohnsitzen, die ihnen einen geselligen und urbanen Lebensstil ermöglichten. Gleichzeitig übernahmen sie durch Funktionen wie das Amt von Gouverneuren, Senatoren, Abgeordneten oder Richtern auch die politische Führung. So entstammten vier der ersten sechs US-Präsidenten, inklusive George Washington, der Pflanzeraristokratie aus Virginia.
Spätestens im 19. Jahrhundert war die Mehrzahl der Pflanzer fest davon überzeugt, dass die Institution der Sklaverei nicht nur ihrem persönlichen Vorteil diene, sondern auch dem der Sklaven. Die Unfreiheit der Schwarzen sei quasi deren natürlicher und naturgewollter Zustand. Die Existenz freier Afroamerikaner empfanden sie infolgedessen als Infragestellung und Bedrohung, der sie entgegenzuwirken versuchten, indem sie ihren Einfluss auf die Gesetzgebung u. a. dazu nutzten, die Freilassung von Sklaven immer weiter zu erschweren.

## Bekannte und bedeutende Beispiele
- Robert „King“ Carter (1663–1732), Virginia, Tabakpflanzer
- George Washington (1732–1799), Virginia, Tabakpflanzer und US-Präsident
- Thomas Jefferson (1743–1826), Virginia, Tabakpflanzer, Farmer und US-Präsident[16]
- James Madison (1751–1836), Virginia, Tabakpflanzer und US-Präsident
- James Monroe (1758–1831), Virginia, Tabakpflanzer und US-Präsident
- Robert Francis Withers Allston (1801–1864), South Carolina, Reispflanzer und Gouverneur
- Wade Hampton I. (1754–1835), Louisiana und South Carolina, Zucker-, Baumwoll- und Reispflanzer, Abgeordneter im US-Kongress
- Nathaniel Heywood (1766–?), South Carolina, Reispflanzer[17]
- Andrew Jackson (1767–1845), Tennessee, Baumwollpflanzer und US-Präsident (D)
- John C. Calhoun (1782–1850), South Carolina, Baumwollpflanzer und US-Vizepräsident (D)
- Zachary Taylor (1784–1850), Louisiana, Baumwollpflanzer und US-Präsident (Whig)
- Stephen Duncan (1787–1867), Mississippi und Louisiana, Baumwollpflanzer
- John Tyler (1790–1862), Virginia, Tabakpflanzer und US-Präsident (Whig)
- James K. Polk (1795–1849), North Carolina, Baumwollpflanzer und US-Präsident (D)
- Joshua John Ward (1800–1853), South Carolina, Reispflanzer und Vizegouverneur
- Meredith Calhoun († 1869), Louisiana, Zucker- und Baumwollpflanzer
- James Henry Hammond (1807–1864), South Carolina, Baumwollpflanzer und Gouverneur (D)